# Метилсалицилат
Метилсалицила́т (Methylii salicylas) — метиловый эфир салициловой кислоты. Синонимы — Methylis salicylas, Methylium salicylicum.
В данной статье Метилсалицилат рассматривается как лекарственное средство (также это и товарное название препарата в России, и его МНН).

## Общая информация

### История применения
Метилсалицилат был выделен как основной компонент винтегреневого масла (грушанки) (эфирного масла гаультерии лежачей; англ. wintergreen oil), а также эфирного масла берёзы вишнёвой. В составе этих масел и было начато широкое медицинское применение метилсалицилата.

### Общие свойства
Бесцветная летучая жидкость с сильным характерным запахом, основной компонент винтегреневого эфирного масла, в настоящее время используется преимущественно синтетический метилсалицилат. Применяют наружно в качестве обезболивающего и противовоспалительного средства per se и в смеси с хлороформом, скипидаром, жирными маслами для втирания при суставном и мышечном ревматизме, артритах, экссудативном плеврите.

### Токсичность
В чистом виде — токсичен, особенно при внутреннем применении.

## Готовые лекарственные формы
Имеется большое число готовых лекарственных форм, содержащих метилсалицилат.

### Физические свойства
Бесцветная или желтоватая жидкость, с сильным характерным запахом. Очень мало растворим в воде; со спиртом и эфиром смешивается во всех соотношениях. Плотность — 1,176—1,184 кг/м³.
Молекулярная масса (в а. е. м.): 152,147
Температура плавления (в °C): −8,6
Температура кипения (в °C):' 223,3
Температура разложения (в °C): 340—350
Продукты термического разложения: метоксибензол (60 %);
Растворимость (в г/100 г растворителя или характеристика):
ацетон: 1010 (30 °C)
вода: 0,064 (21 °C)
вода: 0,07 (30 °C)
этанол 50 %: 6,6 (25 °C)
этанол 80 %: 257 (25 °C)

### Форма выпуска
- в алюминиевых тубах (по 25—50 г)
- в стеклянных банках (по 25—60 г)